# Silovanje
Silovanje je spolni odnos s drugom osobom ili s njim izjednačena spolna radnja, uporabom sile ili prijetnje da će se izravno napasti njezin život ili tijelo, ili život ili tijelo njoj bliske osobe.
Silovanje također može biti spolna radnja uz pristanak obiju osoba. U tom je slučaju silovanje statutarno. 

## Definicija silovanja
Različite države su zakonima različito definirale silovanje, ali u većini zakona je definirano kao snošaj ili penetracija jedne ili više osoba (počinitelja) bez svojevoljnog pristanka silovane osobe, to jest žrtve silovanja, na taj odnos.
Fizička nemogućnost da se obrani, strah zbog nanošenja ozljeda, ili čak strah od smrtne opasnost, odnosno, bilo kakva nemogućnost obrane od spolnog odnosa s prisilom bez svojevoljnog pristanka smatra se silovanjem.
Žrtve silovanja mogu biti i žene i muškarci premda je žena kao žrtva silovanja daleko češća te se silovanje smatra oblikom rodno uvjetovanog nasilja.
Seksualni odnos pri silovanju nije nužno vaginalni, jer pod silovanje spada i analni te oralni spolni odnos bez svojevoljnog pristanka te spolni odnos stranim tijelom (predmetom).

## Muškarci kao žrtve silovanja
Novija istraživanja pokazuju da je silovanje u kojem su žrtve muškarci vrlo potisnut problem, te neka novija istraživanja pokazuju da je - barem u SAD - broj muškaraca koji bivaju žrtve silovanja približno odgovara broju silovanih žena. U sustavu američkih zatvora za maloljetnike, 89% žrtava su mladići čiji su seksualni napadači iz reda ženskog osoblja u zatvorima. Međutim se muškarci koji bivaju žrtve silovanja vrlo rijetko obraćaju sustavu za pomoć: od 5.095 žrtava silovanja koji su se obratili za pomoć Centru za pomoć žrtvama silovanja u Honoluluu (Havaji), svega 10% je bilo muškog spola - pri tome je u pravilu bila riječ o dječacima: prosječna životna dob muškog pacijenta je bila 10 godina.
Počinitelji silovanja nad muškarcima (prema hrvatskom zakonu, "prisiljavanje na spolni odnošaj ili s njim izjednačenu spolnu radnju") mogu biti i muškarci, i žene. Prema studiji provedenoj 2012. god. na Stanford University Medical School, 51,2% od 152 muške žrtve silovanja koji izvješćuju kako su bili seksualno zlostavljani u dobi iznad 16 godina, 48,4% prijavljuje da su napadači bile isključivo žene, a 3% su bile žrtve i muških i ženskih počinitelja Muškarci koje su žrtve ženskog silovanja (u praksi od fizički snažnije žene, ili žene koje koristi neke metode vezivanja, ili dok su bolesni ili intoksicirani, ili od više žena odjednom) u pravilu mogu očekivati ismijavanje ("imao si sreće da budeš silovan", "muškarci ne mogu biti silovani", "sami si si kriv", "baš smiješno" i slično) ako se potuže na silovanje. Muškarci koji se potuže na homoseksualno silovanje riskiraju da ih se smatra homoseksualcima i čak prijetnjom za dječake. Takve socijalne reakcije teško opterećuje žrtve, koje se još više povlače u sebe i često nisu u stanju osigurati si nikakvu socijalnu ili medicinsku pomoć u svojim tegobama.
Psihološke traume koje trpe muškarci zbog silovanja uključuju gubitak samopoštovanja, depresiju, osjećaj beznađa, anksioznost, srdžbu (uključujući čežnju za osvetom), osjećaj posramljenosti i poniženosti, zamjeranja, učestala sjećanja na silovanje, noćne more, osjećaj krivnje, emocionalno otupljivanje, averziju na dodire drugih ljudi, povlačenje iz kućanskih i društvenih aktivnosti, strah od nekih vrsta ljudi koje žrtvu podsjećaju na počinitelja, poremećaje spavanja i jedenja, povećanu sklonost konzumaciji droga i alkohola, te samoubilačke sklonosti. Česti su problemi u ostvarivanju intimnosti s bračnim partnerima; mnoge žrtve osjećaju da su lišene svoje muškosti, a neoženjeni mogu sumnjati u svoju sposobnost da zasnuju obitelj.

## Silovanje u zakonima RH
Prema Kaznenom zakonu Republike Hrvatske silovanje spada u Kaznena djela protiv spolne slobode i spolnog ćudoređa, te glasi ovako:
Članak 188.
(1) Tko drugu osobu uporabom sile ili prijetnje da će izravno napasti na njezin život ili tijelo ili na život ili tijelo njoj bliske osobe prisili na spolni odnošaj ili s njim izjednačenu spolnu radnju, kaznit će se kaznom zatvora od jedne do deset godina.
(2) Tko počini kazneno djelo iz stavka 1. ovoga članka na osobito okrutan ili osobito ponižavajući način, ili ako je istom prigodom prema istoj žrtvi počinjeno više spolnih odnošaja ili s njim izjednačenih spolnih radnji od više počinitelja, kaznit će se kaznom zatvora najmanje tri godine.
(3) Ako je kaznenim djelom iz stavka 1. ovoga članka prouzročena smrt silovane osobe, ili je teško tjelesno ozlijeđena, ili joj je zdravlje teško narušeno, ili je silovana ženska osoba ostala trudna, počinitelj će se kazniti kaznom zatvora najmanje tri godine.
(4) Ako je kazneno djelo iz stavka 1. ovoga članka počinjeno prema maloljetnoj osobi, počinitelj će se kazniti kaznom zatvora najmanje tri godine.
(5) Ako je kazneno djelo iz stavka 2. i 3. ovoga članka počinjeno prema maloljetnoj osobi, počinitelj će se kazniti kaznom zatvora najmanje pet godina. 
(6) Ako su kaznenim djelom iz stavka 2. ovoga članka prouzročene posljedice iz stavka 3. ovoga članka, počinitelj će se kazniti kaznom zatvora najmanje pet godina.

## Poveznice
- Kazneni zakon Republike Hrvatske
- Kazneno pravo